# Philippe Gondet
Philippe Gondet (* 17. Mai 1942 in Blois; † 21. Januar 2018 in Vertou) war ein französischer Fußballspieler.

## Die Vereinskarriere
Philippe Gondet spielte als Jugendlicher zunächst bei der AAJ Blois in seiner Geburtsstadt. Als er ein Studium in Paris begann, schloss er sich dem traditionsreichen, heute aber längst im Amateurlager verschwundenen Stade Français an. 1963 nahm der erstmalige Division-1-Aufsteiger FC Nantes den Mittelstürmer unter Vertrag, der sich unter Trainer José Arribas und an der Seite von Spielern wie Jean-Claude Suaudeau, Jacques Simon und Ramón Muller schnell zu einem von den gegnerischen Abwehrspielern gefürchteten Torjäger entwickelte. In der Saison 1964/65 bestritt Gondet fast kein Spiel der Hinrunde, weil er sich bei der Militärweltmeisterschaft eine langwierige Infektion zugezogen hatte; aber in der Rückrunde trug er noch entscheidend dazu bei, dass Nantes ganz überraschend den französischen Meistertitel gewann.
Auch die nächste Spielzeit begann für ihn so gut, dass er nicht nur erstmals in die Nationalelf berufen, sondern auch noch zum Fußballer des Jahres 1965 gewählt wurde. Am Ende dieser Saison hatte der FC Nantes seinen Meistertitel verteidigt und Philippe Gondet 36 der 84 Ligatreffer seiner Canaris (so die verbreitete Bezeichnung des Klubs in Frankreich) selbst erzielt; das brachte ihm zusätzlich die Torjägerkrone und am Jahresende 1966 erneut den Titel des besten Fußballers Frankreichs ein. Einziger Wermutstropfen in einem rundum erfolgreichen Jahr: Der Doublé blieb Nantes versagt, weil der FC im Endspiel um den französischen Pokal überraschend gegen Racing Strasbourg unterlag; auch Gondet blieb im Prinzenparkstadion ohne Torerfolg. Seine 36 Treffer stellen seit mehr als einem halben Jahrhundert allerdings einen Rekord dar, den bis einschließlich der Saison 2016/17 kein Franzose in der ersten Liga erreicht hat.
In den folgenden Jahren erreichte der Mittelstürmer nie mehr eine solche Fülle von Erfolgen; dazu trugen auch zahlreiche gegnerische Attacken bei, die ihm u. a. mehrere Kreuzbandrisse bescherten. 1967 wurde er mit Nantes noch einmal Vizemeister und 1970 stand er auch erneut im Pokalfinale – aber diesmal hieß der Favorit nicht FC Nantes, sondern AS Saint-Étienne, und der bestätigte diese Rolle mit einem 5:0 eindrucksvoll. Im Sommer 1971 wechselte Gondet zum Ligakonkurrenten Red Star Paris, bei dem er auf seinen langjährigen Sturmpartner „Jacky“ Simon traf; für Red Star stand er aber nur noch in der Hälfte der Begegnungen auf dem Platz. Am Ende dieser Saison musste der noch nicht ganz 30-jährige Torjäger wegen seiner Knieprobleme den Leistungssport nach 212 Einsätzen und 100 Toren in der Division 1 endgültig aufgeben.

## Der Nationalspieler
Philippe Gondet bestritt zwischen Oktober 1965 und Oktober 1970 14 Länderspiele für die Équipe tricolore und erzielte dabei sieben Tore. Gleich bei seiner ersten Begegnung, einem WM-Qualifikationsspiel, für das ihn Nationaltrainer Henri Guérin erst kurz vor Spielbeginn anstelle des etatmäßigen Routiniers Yvon Douis aufgestellt hatte, schoss er den einzigen Treffer des Spiels, der gleichzeitig die Fahrkarte nach England sicherte und den ersten Sieg in einem offiziellen Länderspiel gegen Angstgegner Jugoslawien bedeutete.
Bei der WM 1966 in England gehörte Gondet, der sich in diesem Jahr auf seinem Leistungszenit befand, zum französischen Aufgebot und bestritt alle drei Begegnungen in einem für die Bleus allerdings enttäuschend verlaufenden Turnier, da sie schon nach der Vorrunde die Heimreise antreten mussten.

## Leben nach der aktiven Zeit
Philippe Gondet arbeitete anschließend über zwei Jahrzehnte als Repräsentant eines großen Papierherstellers und genoss danach einen vorgezogenen Ruhestand, den er in unmittelbarer Umgebung von Nantes verbrachte.

## Palmarès
- Französischer Meister: 1965, 1966 (und Vizemeister 1967)
- Französischer Pokalfinalist: 1966, 1970
- Europapokal der Landesmeister: 6 Spiele, 4 Tore
- 14 A-Länderspiele, 7 Tore; WM-Teilnehmer 1966
- Französischer Fußballer des Jahres: 1965, 1966
- Torschützenkönig der Division 1: 1966 (mit 36 Treffern)
- 212 Einsätze und 100 Tore in der Division 1